# El Mina (Mauritania)
El Mina es un suburbio de Nuakchot y municipio urbano del oeste de Mauritania. En el año 2000, contaba con una población de 95 011 habitantes.
El Mina tiene mala reputación en Mauritania. Se considera una de las zonas más pobres de la ciudad y es conocida por su prostitución. Está habitada principalmente por descendientes de esclavos. El Relator Especial de Naciones Unidas sobre las formas contemporáneas de racismo, discriminación racial, xenofobia y formas conexas de intolerancia visitó El Mina en 2008.

## Barrio rojo
La zona está considerada un barrio rojo, en el que cientos de mujeres trabajan en los burdeles de El Mina. Muchas son extranjeras, entre ellas de Senegal y Nigeria. Aunque la prostitución es ilegal en Mauritania, apenas se hace cumplir la ley. Las trabajadoras del sexo denuncian la corrupción y el acoso policial.